# Albert Bacmeister

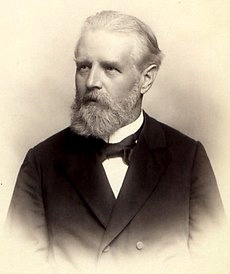
Albert Bacmeister

Karl Albert Wilhelm Bacmeister (* 25. Oktober 1845 in Neckartailfingen; † 28. Juni 1920 in Stuttgart) war ein deutscher evangelischer Pfarrer und Oberkirchenrat sowie Dekan in Geislingen an der Steige und in Ludwigsburg.

## Leben
Bacmeister war der Sohn des Nürtinger Notars Christoph Heinrich Wilhelm Bacmeister (1795–1867) aus der württembergischen Linie der ursprünglich niedersächsischen Familie Bacmeister und dessen zweiten Ehefrau Heinrike Neuffer (1808–1855). Der Stuttgarter Verwaltungsbeamte Eduard Bacmeister war sein Halbbruder aus der ersten Ehe seines Vaters.
Nach seinem Abitur besuchte Albert Bacmeister das Evangelische Stift Tübingen und war seit 1866 Mitglied der Studentenverbindung Tübinger Königsgesellschaft Roigel. Anschließend wurde er ab 1872 zum Stadtpfarrer zunächst von Niederstetten und ab 1879 von Öhringen berufen. In Öhringen fand er die Zeit, einen Großteil seiner Publikationen zu verfassen und als Mitarbeiter des Württembergischen Staatsanzeigers tätig zu sein.
Im Jahre 1886 trat Bacmeister als Nachfolger des Prälaten v. Blum eine Stelle als Militärpfarrer in Ludwigsburg an. Drei Jahre später wurde Bacmeister nach Geislingen an der Steige versetzt, wo man ihm das Dekanat des Kirchenbezirks Geislingen übertrug. In seiner dortigen und bis 1896 dauernden Amtszeit machte sich Bacmeister maßgeblich um den Umbau, die Erneuerung und Verschönerung der Evangelischen Stadtkirche Geislingen verdient. Ebenso setzte er sich vehement für die Ziele der örtlichen Gliederung des Gustav-Adolf-Werks ein.
Einen erneuten Auftrag in Ludwigsburg erhielt Bacmeister im Jahr 1904, wohin er als Nachfolger des Christoph von Kolb zum ersten Stadtpfarrer und Dekan des Kirchenbezirks Ludwigsburg berufen wurde. Auch hier erfreute sich Bacmeister höchster Anerkennung und wurde 1914 zum Oberkirchenrat befördert. Bacmeister wurde für sein maßgebliches soziales und karitatives Engagement, im Besonderen während des Ersten Weltkrieges, mehrfach mit hohen Orden und Verdienstmedaillen ausgezeichnet.
Allmählich gesundheitlich eingeschränkt, reichte Bacmeister im Jahr 1917 seinen offiziellen Abschied aus dem Kirchendienst ein und verlegte seinen Altersruhesitz nach Stuttgart. Trotzdem trat er bis kurz vor seinem Tode im Jahr 1920 noch mehrfach als Kanzelredner auf oder hielt vertretungsweise evangelische Messfeiern ab.

## Ehrungen
- Erinnerungsmedaille zum 25. Regierungsjubiläum von König Karl von Württemberg (1889)
- Ritterkreuz des Friedrichs-Ordens (1903)
- Karl-Olga-Medaille in Silber (1907)
- Charlottenkreuz (1915)
- Ritterkreuz des Ordens der Württembergischen Krone, womit der persönliche und nicht vererbbare Adel verbunden war.
- Lippischer Hausorden

## Familie
Karl Albert Wilhelm Bacmeister war seit 1872 verheiratet mit Luise Auguste Gantz (1845–1929), Tochter des Fürstlich Hohenlohe-Oehringschen Forstmeisters Friedrich Gantz. Mit ihr hatte er zwei Söhne, wobei der erstgeborene, Walther Bacmeister (1873–1966), Oberstaatsanwalt in Stuttgart wurde und nebenberuflich ein profunder Kenner der Ornithologie war, worüber er mehr als 240 Publikationen erstellte. Der zweite Sohn, Richard (1873–1874), starb bereits wenige Monate nach der Geburt.

## Werke
- Die Biblische Geschichte zum Gebrauch für die Mittelklassen der evangelischen Schulen von Württemberg. 1881.
- Der Pessimismus und die Sittenlehre mit besonderer Berücksichtigung von Eduard von Hartmanns Phänomenologie des sittlichen Bewußtseins. Gütersloh 1882.
- Festrede zu Luthers 400. Geburtstag. gesprochen am 11. November 1883 in der Stiftskirche in Öhringen.
- Der sittliche Fortschritt. Gotha 1886.
- Wilhelm II., König von Württemberg, seine königlichen Ahnen, sein Volk und Land. 1898.